# Mercedes (Paraná)
Pour les articles homonymes, voir Mercedes.
Mercedes est une municipalité brésilienne située dans l'État du Paraná.